# خوان مونيوث إي بيرالتا
خوان مونيوث إي بيرالتا (بالإسبانية: Juan Muñoz y Peralta)‏ هو طبيب إسباني، ولد في 1695، وتوفي في 1746.